# Byttneriaceae
Byttneriaceae is een botanische naam, voor een familie van tweezaadlobbige planten. Een familie onder deze naam wordt zo af en toe erkend door systemen voor plantentaxonomie. Indertijd werd een dergelijke familie erkend door het De Candolle-systeem, waarbinnen ze deel uitmaakte van de Thalamiflorae.
Meestal worden de betreffende planten ingedeeld of in de familie Sterculiaceae, of, door het APG-systeem en het APG II-systeem, in de Malvaceae. De bekendste vertegenwoordiging is de cacaoboom.